# Прилуково
Прилуково — деревня в Кичменгско-Городецком районе Вологодской области.
Входит в состав Енангского сельского поселения, с точки зрения административно-территориального деления — в Нижнеенангский сельсовет.
Расстояние по автодороге до районного центра Кичменгского Городка составляет 66 км, до центра муниципального образования Нижнего Енангска — 14 км. Ближайшие населённые пункты — Выползово, Бакланиха, Калинино.
Население по данным переписи 2002 года — 7 человек.